# Marathon van Hamburg 2014
De marathon van Hamburg 2014 werd gelopen op zondag 4 mei 2014. Het was de negentiende editie van deze marathon. Deze editie werd gesponsord door Haspa.
De Bahreinse atleet Dechase Leche zegevierde bij de mannen in 2:06.43. Bij de vrouwen was het de Keniaanse Georgina Rono, die met de hoogste eer ging strijken; zij finishte in 2:26.47.
In totaal finishten 11.849 marathonlopers, waarvan 1812 vrouwen.

## Uitslagen

### Mannen
| rang   | naam                       | land | tijd    |
| ------ | -------------------------- | ---- | ------- |
| Goud   | Dechase Leche              | BRN  | 2:06.43 |
| Zilver | Eric Ndiema                | KEN  | 2:07.00 |
| Brons  | Philemon Rono              | KEN  | 2:07.07 |
| 4      | Belay Assefa               | ETH  | 2:07.10 |
| 5      | Laban Korir                | KEN  | 2:08.04 |
| 6      | John Mwangangi             | KEN  | 2:08.06 |
| 7      | Felix Keny                 | KEN  | 2:09.04 |
| 8      | Lucas Kimeli               | KEN  | 2:09.22 |
| 9      | Yuki Kawauchi              | JPN  | 2:09.36 |
| 10     | Bonsa Diba                 | ETH  | 2:12.33 |
| 11     | Ricardo Ribas              | POR  | 2:14.37 |
| 12     | Hicham El Barouki          | MAR  | 2:15.33 |
| 13     | Enrique Fernandez          | ESP  | 2:15.36 |
| 14     | Julian Flügel              | GER  | 2:15.39 |
| 15     | Sergiu Ciobanu             | MDA  | 2:17.11 |
| 16     | Mohamednur Hamd            | ERI  | 2:17.38 |
| 17     | Henri Manninen             | FIN  | 2:18.31 |
| 18     | William Kipsang            | KEN  | 2:19.02 |
| 19     | Alfredo Arevalo            | GUA  | 2:20.40 |
| 20     | Benjamin Zywicki           | USA  | 2:23.32 |
| 21     | Michael-Guldbamse Jeppesen | DEN  | 2:23.54 |
| 24     | Abebe Hunde                | ETH  | 2:27.20 |

### Vrouwen
| rang   | naam                  | land | tijd    |
| ------ | --------------------- | ---- | ------- |
| Goud   | Georgina Rono         | KEN  | 2:26.47 |
| Zilver | Dinknesh Tefera       | ETH  | 2:27.29 |
| Brons  | Winnie Chepkorir      | KEN  | 2:27.57 |
| 4      | Gizaw Melkam          | ETH  | 2:28.14 |
| 5      | Yin-Lin He            | CHN  | 2:28.56 |
| 6      | Filomena Costa        | POR  | 2:31.08 |
| 7      | Chao Yue              | CHN  | 2:31.10 |
| 8      | Mercy Kibarus         | KEN  | 2:31.42 |
| 9      | Katharina Heinig      | GER  | 2:33.56 |
| 10     | Doroteia Peixoto      | POR  | 2:36.51 |
| 11     | Marthe-Katrine Myhre  | NOR  | 2:41.18 |
| 12     | Kukka-Maaria Mustonen | FIN  | 2:44.13 |
| 13     | Veronika Pohl         | GER  | 2:45.18 |
| 14     | Hanna Lindholm        | SWE  | 2:45.42 |
| 15     | Jane Fardell          | AUS  | 2:45.51 |
| 16     | Anja Schneider        | GER  | 2:48.13 |
| 18     | Nina Wavik            | NOR  | 2:52.36 |
| 20     | Doris Marquardt       | GER  | 2:54.53 |
| 21     | Sigrid Bühler         | GER  | 2:57.06 |
| 23     | Inger-Dagne Saanum    | NOR  | 2:57.28 |
| 24     | Cordula Neudörffer    | GER  | 2:59.41 |

1986 · 1987 · 1988 · 1989 · 1990 · 1991 · 1992 · 1993 · 1994 · 1995 · 1996 · 1997 · 1998 · 1999 · 2000 · 2001 · 2002 · 2003 · 2004 · 2005 · 2006 · 2007 · 2008 · 2009 · 2010 · 2011 · 2012 · 2013 · 2014 · 2015 · 2016 · 2017